# Fortjenstmedaljen
Fortjenstmedaljen eller Fortjenstmedaillen  er et dansk udmærkelsestegn, der blev indstiftet i 1845. På forsiden findes regentens billede.
Medaljen findes i to aktuelle grader:
- Fortjenstmedaljen i guld (fork. F.M.1. , tidl. F.M.G. eller Fm.I.),
- Fortjenstmedaljen i sølv (fork. F.M.2. , tidl. F.M.S. eller Fm.),

og to historiske grader:
- Fortjenstmedaljen i guld med krone (F.M.1* - sidst uddelt af Kong Christian 10.),
- Fortjenstmedaljen i sølv med spænde (F.M.2 m.spænde, tidl. F.M.2* eller Fm.m.sp.).

## Ekstern kilder/henvisninger
- Danske dekorationers indbyrdes rækkefølge Arkiveret 3. august 2017 hos  Wayback Machine
- Danske Dekorationer
- Lademanns leksikon 1972 udgave, bind 6. (Fortjenstmedaljen).
- Lars Stevnsborg, Kongeriget Danmarks ordener, medaljer og hæderstegn, Syddansk Universitetsforlag, 2005

| Pris | Spire Denne artikel om priser eller udmærkelser er en spire som bør udbygges. Du er velkommen til at hjælpe Wikipedia ved at udvide den. |